# Wilhelm Ruer
Karl Heinrich August Wilhelm Ruer (* 19. Juni 1848 in Medebach, Kreis Brilon; † 1. September 1932 in Solln, Bezirksamt München) war ein deutscher Jurist und Dichter.

## Leben

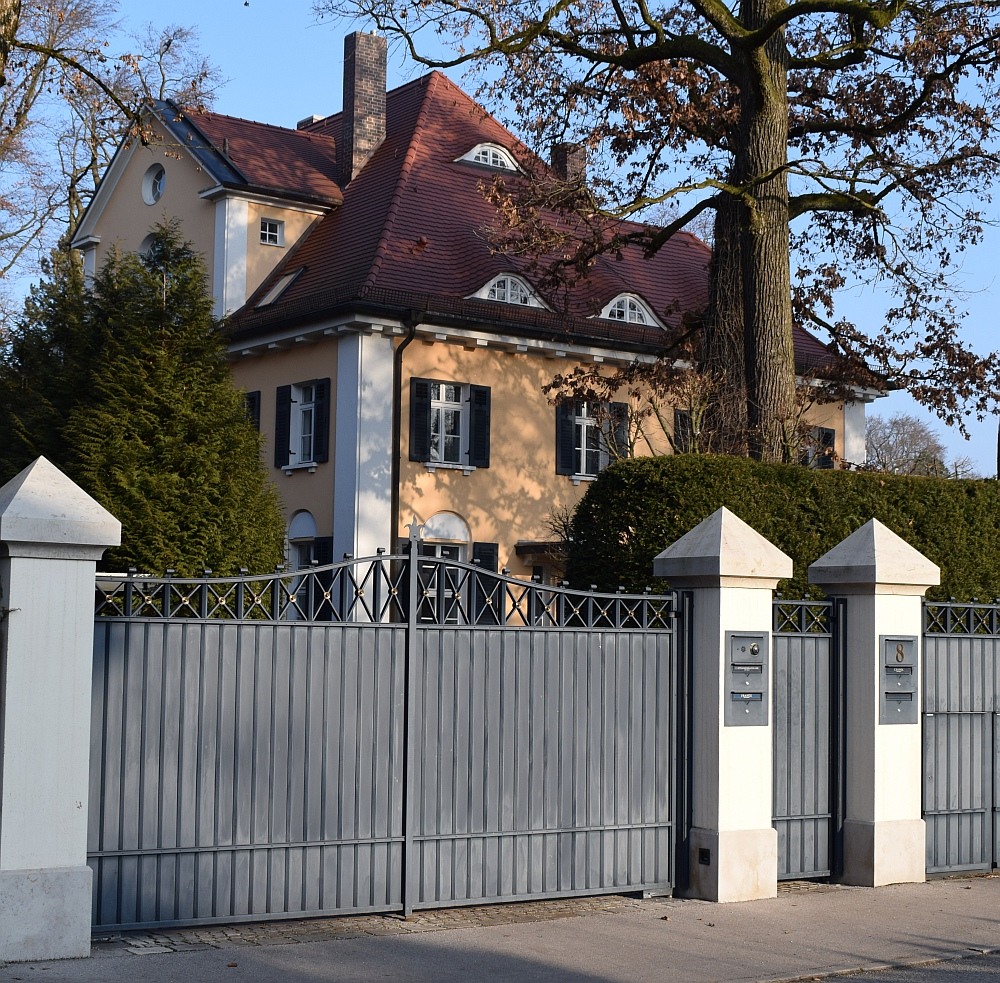
Ruers Altersruhesitz, die Villa an der Großhesseloher Straße 8 in Solln

Ruer, Sohn des Düsseldorfer Apothekers Hermann Ruer und dessen Ehefrau Dorette Berensbach, war Schüler des Königlichen Gymnasiums Düsseldorf. Dort war der spätere Mathematiker Felix Klein ein Klassenkamerad und sein enger Freund. An der Rheinischen Friedrich-Wilhelms-Universität Bonn studierte er Jura. In Bonn trat er der Burschenschaft Alemannia bei. In einer Laufbahn der preußischen Justiz wurde er Amtsrichter in Gummersbach, Amtsgerichtsrat in Trarbach und Direktor am Landgericht Saarbrücken. Für seine Verdienste erhielt er den Titel Geheimer Justizrat.
Am 3. Mai 1879 vermählte er sich mit Aline Poensgen (* 9. August 1857 in Gemünd; † 1. März 1890 in Trarbach) und heiratete so in die rheinische Industriellenfamilie Poensgen ein. Sein Schwiegervater war der Industrielle Rudolf Poensgen, Mitbegründer der Düsseldorfer Röhren- und Eisenwalzwerke AG. Mit seiner Ehefrau hatte er drei Töchter und zwei Söhne. Nach dem Tod seiner Ehefrau verband er sich am 30. Juni 1891 in zweiter Ehe mit Anna Bertha Hermine Freiin von Dörnberg (* 19. März 1866 in Siegen; † 19. Oktober 1956 in Kaufbeuren), einer Tochter von Albert von Dörnberg und dessen Ehefrau Emilie Poensgen (1836–1902), einer Schwester des Düsseldorfer Industriellen Carl Poensgen.
Als Dichter bekannt wurde Ruer für sein Lied Tacitus und die alten Deutschen, das er 1871 unter dem Eindruck nationaler Euphorie nach dem Deutsch-Französischen Krieg für die Bierzeitung der Leipziger Burschenschaft Dresdensia (der er seit 1871 angehörte) geschrieben hatte und das mit vorangestellten Strophen des Augenarztes Alexander Kunitz (1843–1907) 1872 in der Wochenschrift Fliegende Blätter erschien. Das populäre Lied – gesungen zur Melodie des Liedes Es war einmal ein Zimmergesell – wurde  auch in das Allgemeine Deutsche Kommersbuch aufgenommen. Es trug dazu bei, das besonders im 19. Jahrhundert dem römischen Schriftsteller Tacitus zugeschriebene Bild, germanische Männer hätten ihre Zeit in Trinkgelagen auf Bärenhäuten verbracht, volkstümlich zu machen. 
Der Schriftsteller Rudolf Borchardt erstrebte 1901/1902 die Heirat mit Ruers ältester Tochter Margarete (* 8. August 1880), die er – inspiriert durch ein Gemälde des Präraffaeliten Edward Burne-Jones – ästhetisch als „Vivian“ stilisierte.